# 一力雅彦
一力 雅彦（いちりき まさひこ、1960年（昭和35年）5月14日 - ）は、宮城県仙台市出身の日本の実業家。仙台市に本社がある河北新報の代表取締役社長。同じく東北放送の社外取締役。東北放送テレビ&ラジオからは元女性アナウンサーの岡崎トミ子が参議院議員となり、同じく現仙台市長の郡和子も衆議院議員を経て仙台市長に当選。公益社団法人ACジャパン副理事長。

## 人物
河北新報の第3代オーナー社長および東北放送の第3代オーナー社長(社主)の一力一夫の長男として生まれる。
1986年に立教大学経済学部を卒業して河北新報社に入社し、翌年の1987年に東京大学大学院情報環境教育部(旧東京大学新聞研究所)を修了。
共同通信社への出向を経て1995年に河北新報社に復帰し、創業百年記念事業の一環として、世界24か国のコメと人間の関係をあつかう138回に及んだ連載企画「オリザの環」の検討を始め、「オリザの環」は1997年度の日本新聞協会賞を受賞した。
2007年に代表取締役社長に就任。ドラマ「河北新報のいちばん長い日」にも登場。
2011年、アイリスオーヤマの大山健太郎とともに仙台経済同友会の代表幹事に就任し、2021年終身幹事となった。　　
父,一力一夫は大相撲横綱審議委員会委員長を務めた仙台市名誉市民で、長男の雅彦も2025年に横綱審議委員会委員に就任。
祖父,一夫に囲碁の手ほどきを受けた孫の一力遼は日本を代表する囲碁の棋士 (囲碁)で、河北新報取締役を務める次期(5代目)オーナー社長候補者。　
息子に囲碁棋士で河北新報社取締役兼記者の一力遼、弟に東北放送代表取締役社長の一力敦彦がいる。

## 略歴
- 1979年 - 宮城県仙台第一高等学校卒業。
- 1986年 - 立教大学経済学部卒業後、河北新報社へ入社。
- 1987年 - 東京大学大学院情報学環教育部(旧,東京大学新聞研究所)修了。
- 1991年 - 共同通信出向。経済部、金融証券部、外信部ロンドン支局、政治部等を歴任する。
- 1995年 - 河北新報編集局次長兼特報部長。
- 1997年 - 同編集局長。
- 1998年 - 同取締役編集局長委嘱。
- 2000年 - 同常務取締役編集局長委嘱。
- 2002年 - 同専務取締役編集局長委嘱。東北放送取締役[7]。
- 2006年 - 同代表取締役副社長。
- 2007年 - 同代表取締役社長。